# Lichtenegg (Niederösterreich)
Lichtenegg ist eine Gemeinde mit 1056 Einwohnern (Stand 1. Jänner 2025) im Bezirk Wiener Neustadt in Niederösterreich.

## Geografie
Lichtenegg liegt in der Buckligen Welt, im Südosten des Industrieviertels in Niederösterreich. Die Fläche der Gemeinde umfasst 35,39 Quadratkilometer. 48,83 Prozent der Fläche sind bewaldet.

### Gemeindegliederung
Das Gemeindegebiet umfasst folgende 20 Ortschaften (in Klammern Einwohnerzahl Stand 1. Jänner 2025):
- Amlos (57)
- Feichten (21)
- Kaltenberg (117)
- Kühbach (60)
- Lichtenegg (324)
- Maierhöfen (22)
- Pengersdorf (37)
- Pesendorf (21)
- Pregart (14)
- Pürahöfen (9)
- Purgstall (39)
- Ransdorf (81)
- Schlagergraben (2)
- Spratzau (51)
- Tafern (35)
- Thal (84)
- Tiefenbach (20)
- Wäschau (14)
- Wieden (39)
- Winkl (9)

Die Gemeinde besteht aus der Katastralgemeinde Lichtenegg.
| Gliederung \| Katastralgemeinden \| Ortschaften in der Gemeinde \| \| ---------------------- \| -------------------------------------------------------------------------------------------------------------------------------------------------------------------------------------------------------------------------------------------------------------------------------- \| \| Lichtenegg (35,41 km²) \| Amlos (ZH) · Feichten (R) · Kaltenberg (R) · Kühbach (ZH) · Lichtenegg (D) · Maierhöfen (R) · Pengersdorf (R) · Pesendorf (W) · Pregart (W) · Purgstall (ZH) · Ransdorf (R) · Spratzau (ZH) · Tafern (ZH) · Thal (ZH) · Tiefenbach (ZH) · Wäschau (W) · Wieden (R) · Winkl (R) · \| \| Legende \| \| | |
| Katastralgemeinden | Ortschaften in der Gemeinde |
| Lichtenegg (35,41 km²) | Amlos (ZH) · Feichten (R) · Kaltenberg (R) · Kühbach (ZH) · Lichtenegg (D) · Maierhöfen (R) · Pengersdorf (R) · Pesendorf (W) · Pregart (W) · Purgstall (ZH) · Ransdorf (R) · Spratzau (ZH) · Tafern (ZH) · Thal (ZH) · Tiefenbach (ZH) · Wäschau (W) · Wieden (R) · Winkl (R) · |
| Legende | |

### Nachbargemeinden
| Thomasberg (NK) | Scheiblingkirchen-Thernberg (NK)            | Bromberg                          |
| Edlitz (NK)     | Kompassrose, die auf Nachbargemeinden zeigt | Hollenthon                        |
| Thomasberg (NK) | Krumbach                                    | Kirchschlag in der Buckligen Welt |

## Geschichte
Vor Christi Geburt war das Gebiet Teil des keltischen Königreiches Noricum und gehörte zur Umgebung der keltischen Höhensiedlung Burg auf dem Schwarzenbacher Burgberg, welche Hauptort für das gesamte Nord-Ost-Norikum war. Später unter den Römern lag das heutige Lichtenegg dann in der Provinz Pannonia.
Die erste urkundliche Erwähnung als de Lihteneck stammt aus der Zeit 1252/62. Der Name bedeutet „ein der Sonne ausgesetzter (heller, lichter) Geländevorsprung“ und geht auf die Zeit der Rodung zurück. Am Ende des 13. Jahrhunderts gab es bereits einen Vikar in Lichtenegg. Im Urbar des Jahres 1503 sind zwölf Gehöfte und zwei Mühlen verzeichnet.
Die erste Kirche entstand vor 1282. Zu Beginn des 15. Jahrhunderts wurde diese zur Wehrkirche ausgebaut und der Turm wurde erhöht. Das heutige Dachwerk konnte auf das Jahr 1405 datiert werden.
Der Naturforscher Johann Jakob von Tschudi erwarb 1848 den Jakobshof.

### Bevölkerungsentwicklung
| Lichtenegg: Einwohnerzahlen von 1869 bis 2025       | Lichtenegg: Einwohnerzahlen von 1869 bis 2025 | Lichtenegg: Einwohnerzahlen von 1869 bis 2025 | Lichtenegg: Einwohnerzahlen von 1869 bis 2025 | Lichtenegg: Einwohnerzahlen von 1869 bis 2025 |
| --------------------------------------------------- | --------------------------------------------- | --------------------------------------------- | --------------------------------------------- | --------------------------------------------- |
| Jahr                                                |                                               |                                               |                                               | Einwohner                                     |
| 1869                                                | 1869                                          |                                               | 1.535                                         | 1.535                                         |
| 1880                                                | 1880                                          |                                               | 1.506                                         | 1.506                                         |
| 1890                                                | 1890                                          |                                               | 1.402                                         | 1.402                                         |
| 1900                                                | 1900                                          |                                               | 1.246                                         | 1.246                                         |
| 1910                                                | 1910                                          |                                               | 1.227                                         | 1.227                                         |
| 1923                                                | 1923                                          |                                               | 1.286                                         | 1.286                                         |
| 1934                                                | 1934                                          |                                               | 1.318                                         | 1.318                                         |
| 1939                                                | 1939                                          |                                               | 1.286                                         | 1.286                                         |
| 1951                                                | 1951                                          |                                               | 1.174                                         | 1.174                                         |
| 1961                                                | 1961                                          |                                               | 1.093                                         | 1.093                                         |
| 1971                                                | 1971                                          |                                               | 1.093                                         | 1.093                                         |
| 1981                                                | 1981                                          |                                               | 1.062                                         | 1.062                                         |
| 1991                                                | 1991                                          |                                               | 1.116                                         | 1.116                                         |
| 2001                                                | 2001                                          |                                               | 1.078                                         | 1.078                                         |
| 2011                                                | 2011                                          |                                               | 1.073                                         | 1.073                                         |
| 2021                                                | 2021                                          |                                               | 1.065                                         | 1.065                                         |
| 2025                                                | 2025                                          |                                               | 1.056                                         | 1.056                                         |
| Quelle(n): Statistik Austria, Gebietsstand 1.1.2021 |                                               |                                               |                                               |                                               |

### Religionen
Nach den Daten der Volkszählung 2001 sind 96,2 % der Einwohner römisch-katholisch und 0,6 % evangelisch. 0,1 % gehören orthodoxen Kirchen an. 2,8 % der Bevölkerung haben kein religiöses Bekenntnis.

### Pfarre
Pfarrer der Pfarre Lichtenegg war seit 1. September 1974 Johann Hartl. Mit 31. August 2011 ging dieser in den Ruhestand. Am 1. September 2011 übernahm Pfarrer Thomas Rath die Leitung der Pfarre.

## Kultur und Sehenswürdigkeiten

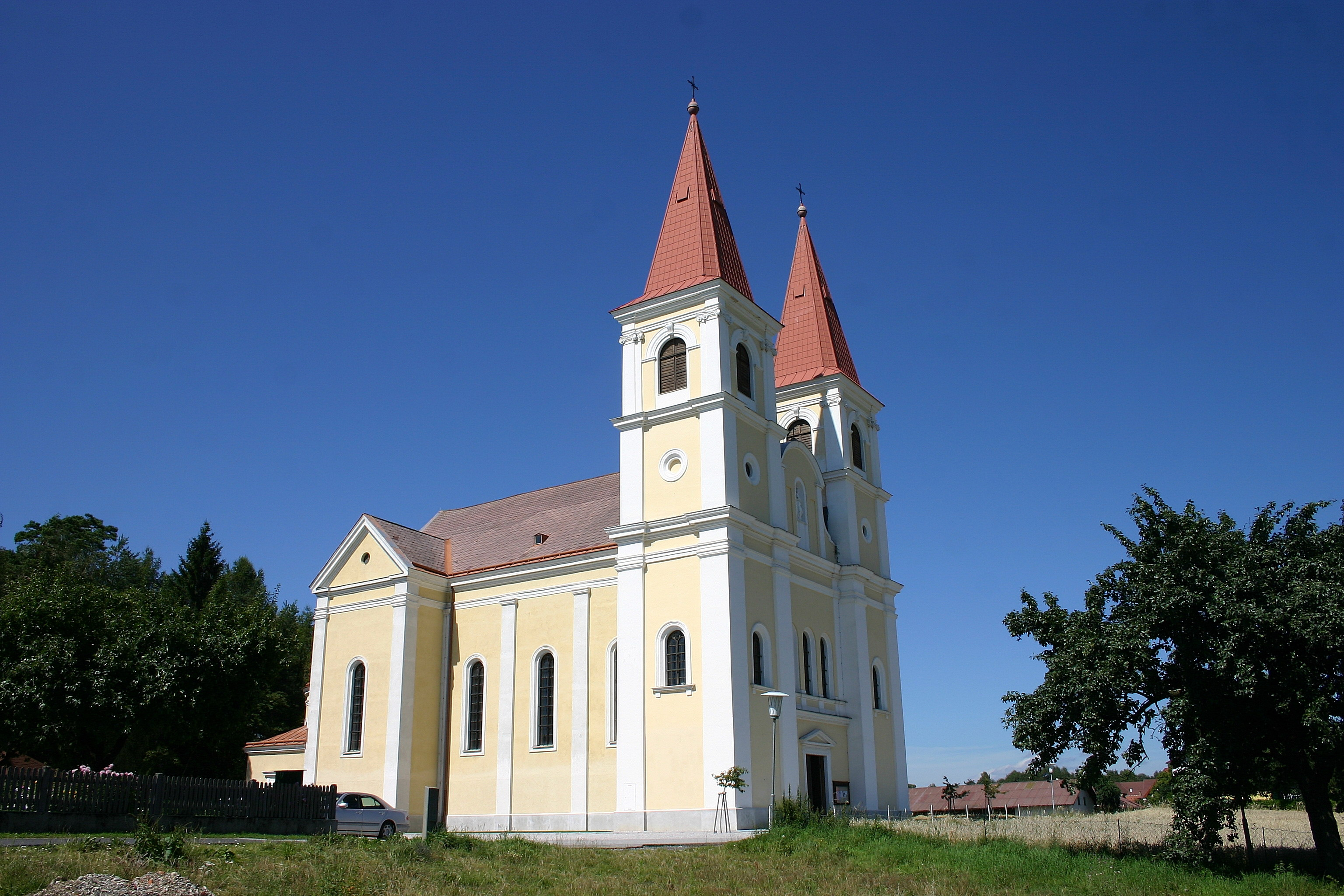
Wallfahrtskirche Kaltenberg

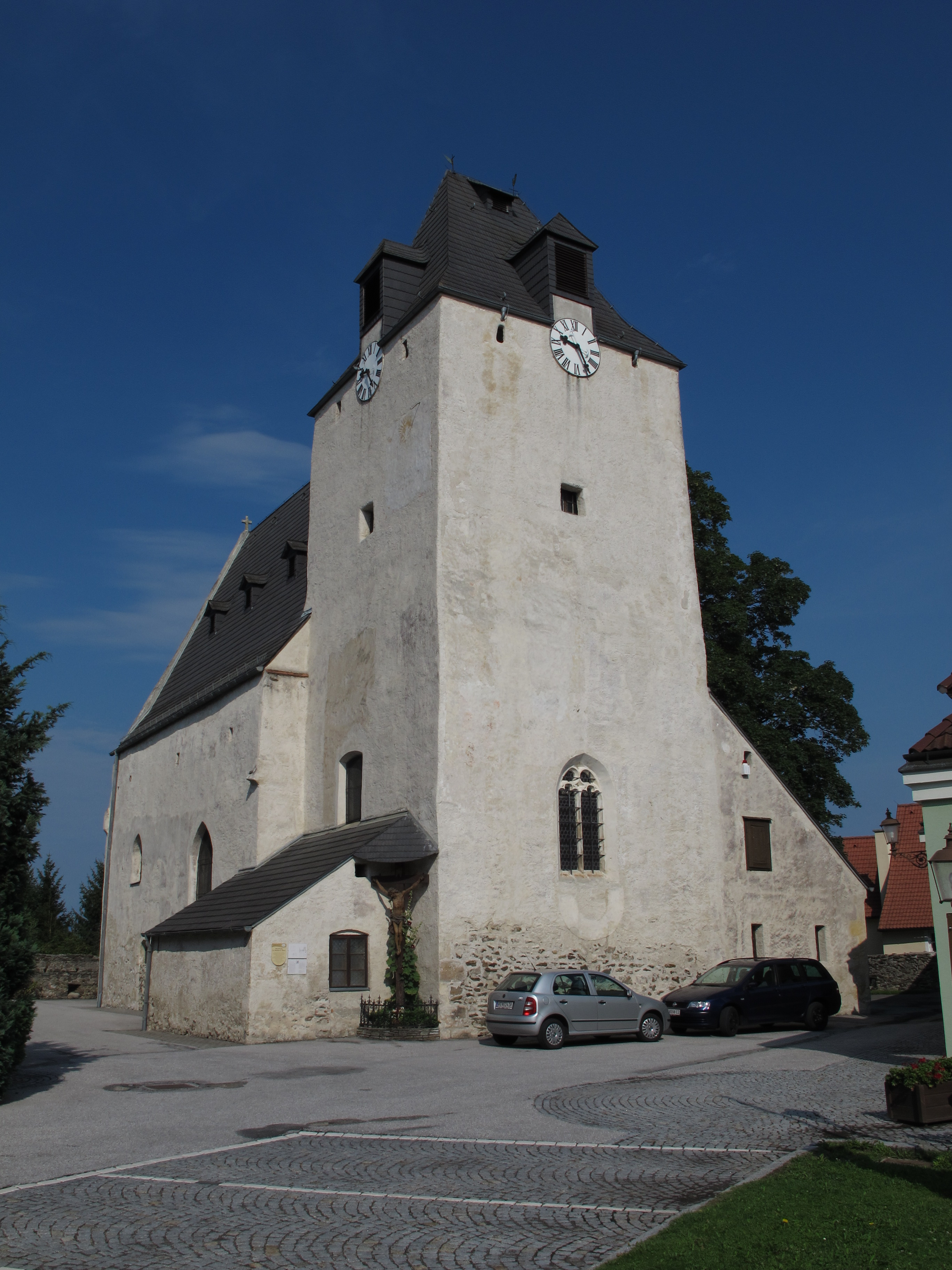
Pfarrkirche Lichtenegg

- Katholische Wallfahrtskirche Kaltenberg Maria Schnee
- Katholische Pfarrkirche Lichtenegg hl. Jakobus der Ältere: Die um 1200 in Lichtenegg erbaute ursprüngliche Anlage wurde im 15. Jahrhundert zu einer Wehranlage mit Wehrobergeschoß in Langhaus und Wehrturm ausgebaut. Diese Wehrkirche ist mit der umgebenden rundturmbewehrten Mauer mit Balkenlöchern für den Wehrgang und der eigens für Verteidigungszwecke aufgestockten Kirche mit Turm eine der wenigen erhaltenen Wehrkirchen. Ein Backofen mit Kochstelle im Kirchturm, Aufenthaltseinrichtungen sowie spezielle Wehreinrichtungen sind als besondere Ausstattung noch heute erhalten.
- Windkraftanlage Lichtenegg, Windkraftanlage mit Aussichtsplattform

## Wirtschaft und Infrastruktur
Nichtlandwirtschaftliche Arbeitsstätten gab es im Jahr 2001 55, land- und forstwirtschaftliche Betriebe nach der Erhebung 1999 109. Die Zahl der Erwerbstätigen am Wohnort betrug nach der Volkszählung 2001 465. Die Erwerbsquote lag 2001 bei 43,41 Prozent.

### Öffentliche Einrichtungen
In der Gemeinde gibt es eine Volksschule und eine Mittelschule.

## Politik

### Gemeinderat
Der Gemeinderat hat 19 Mitglieder.

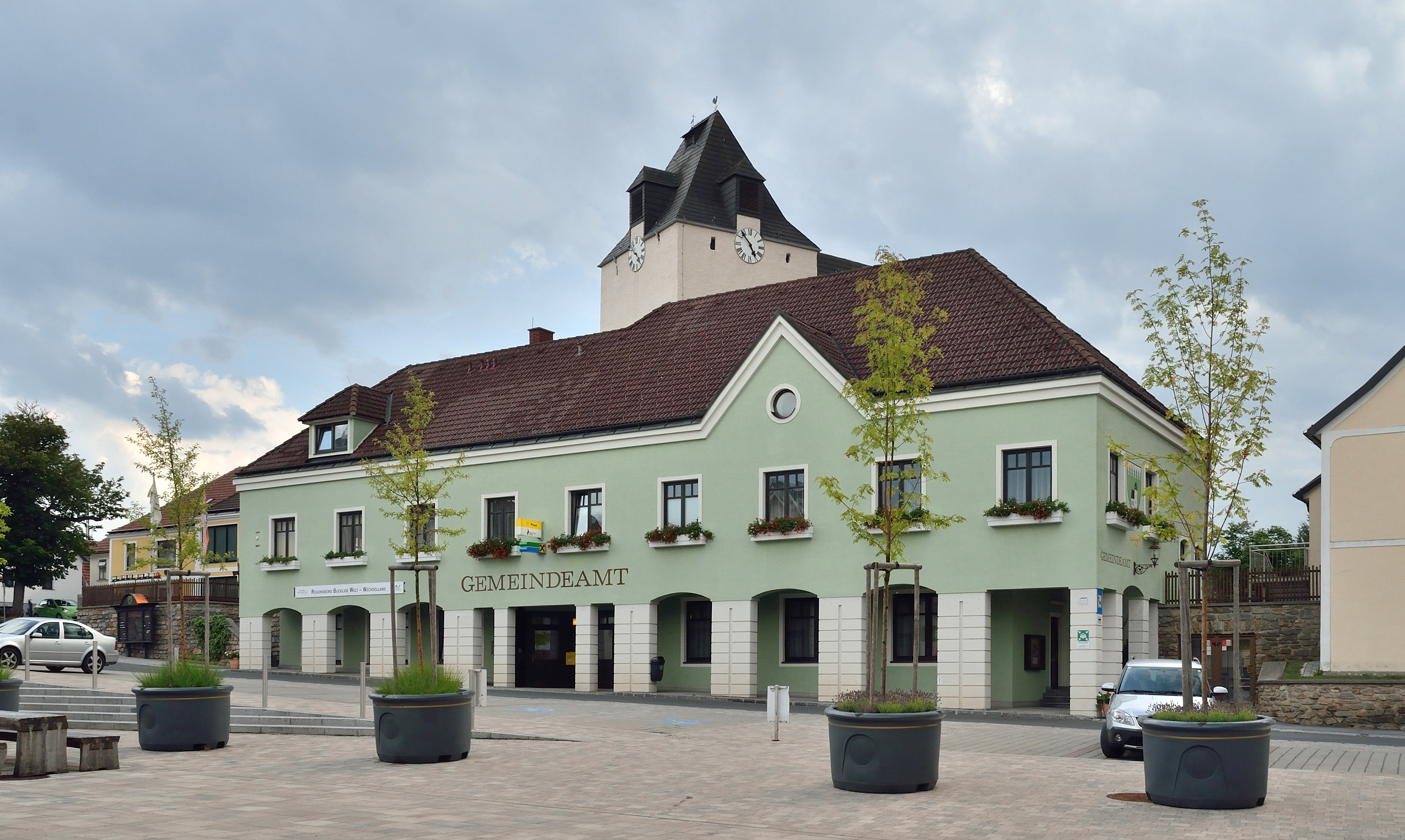
Gemeindeamt

- Mit den Gemeinderatswahlen in Niederösterreich 1990 hatte der Gemeinderat folgende Verteilung: 18 ÖVP, und 1 SPÖ.
- Mit den Gemeinderatswahlen in Niederösterreich 1995 hatte der Gemeinderat folgende Verteilung: 18 ÖVP, und 1 SPÖ.[6]
- Mit den Gemeinderatswahlen in Niederösterreich 2000 hatte der Gemeinderat folgende Verteilung: 17 ÖVP, 1 FPÖ, und 1 SPÖ.[7]
- Mit den Gemeinderatswahlen in Niederösterreich 2005 hatte der Gemeinderat folgende Verteilung: 17 ÖVP, und 2 SPÖ.[8]
- Mit den Gemeinderatswahlen in Niederösterreich 2010 hatte der Gemeinderat folgende Verteilung: 18 ÖVP, und 1 FPÖ.[9]
- Mit den Gemeinderatswahlen in Niederösterreich 2015 hatte der Gemeinderat folgende Verteilung: 16 ÖVP, und 3 FPÖ. Da die FPÖ nur zwei Kandidaten aufgestellt hat, aber drei Mandate gewonnen hat, waren nur 18 der 19 Mandate im Gemeinderat besetzt.[10]
- Mit den Gemeinderatswahlen in Niederösterreich 2020 hatte der Gemeinderat folgende Verteilung: 17 ÖVP und 2 FPÖ.[11]
- Mit den Gemeinderatswahlen in Niederösterreich 2025 hat der Gemeinderat folgende Verteilung: 15 ÖVP und 4 FPÖ.[12]

### Bürgermeister
Bürgermeister seit 1945 waren:
- 1945–1950 Johann Mayrhofer
- 1950–1961 Heinrich Piribauer
- 1961–1967 Josef Handler
- 1967–1984 Franz Steiner
- 1984–1995 Alfred Höller
- 1995–2014 Franz Rennhofer (ÖVP)
- seit 2014 Josef Schrammel (ÖVP)

### Wappen
Der Gemeinde wurde 1987 folgendes Wappen verliehen: In einem von Silber auf Grün im Tannenschnitt erhöht geteilten Schild eine silberne Kirche mit linksstehendem Turm, schwarzen Fenstern und schwarzen Dächern.
Die Kirche ist die gotische Wehrkirche des Ortes mit dem mächtigen Ostturm, die Tannen weisen auf den Waldreichtum der Gemeinde hin.

## Persönlichkeiten
- Hermann Handler (1882–1968), Wirtschaftsbesitzer, Politiker und Abgeordneter zum Landtag von Niederösterreich.
- Evelin Pichler, Kabarettistin